# Look Up (album de Ringo Starr)
Albums de Ringo Starr
What's My Name
(2019)
Look Up est le 21e album studio du batteur et chanteur britannique Ringo Starr, sorti le 10 janvier 2025. Il s'agit d'un album de musique country produit par T-Bone Burnett qui signe la majorité des titres. Cet album atteint rapidement la première position du palmarès, une première pour l'ex-Beatle.

## Liste des chansons
1. Breathless (avec Billy Strings) - 3:02
2. Look Up (avec Molly Tuttle (en)) - 3:10
3. Time On My Hands - 3:59
4. Never Let Me Go (avec Billy Strings) - 3:55
5. I Live For Your Love (avec Molly Tuttle) - 2:59
6. Come Back (avec Lucius (en)) - 2:49
7. Can You Hear Me Call (avec Molly Tuttle) - 2:54
8. Rosetta (avec Billy Strings, Larkin Poe) - 3:46
9. You Want Some - 3:03
10. String Theory (avec Larkin Poe, Molly Tuttle) - 3:37
11. Thankful (avec Alison Krauss) - 3:38